# Limenitis sengei
Limenitis sengei är en fjärilsart som beskrevs av Kotsch 1929. Limenitis sengei ingår i släktet Limenitis och familjen praktfjärilar. Inga underarter finns listade i Catalogue of Life.